# Tongxiang
Tongxiang, även stavat Tunghiang, är en stad på häradsnivå i östra Kina, och tillhör Jiaxings stad på prefekturnivå i provinsen Zhejiang. Den ligger omkring 47 kilometer nordost om provinshuvudstaden Hangzhou. Befolkningen uppgick till 713 399 invånare vid folkräkningen år 2000, varav 112 474 invånare bodde i huvudorten Wutong.
Wuzhen, en ort som står med på Unescos förslagslista för världsarv, ligger inom stadshäradet. Mao Dun, en kinesisk 1900-talsförfattare, föddes i Tongxiang.
Stadshäradet var år 2000 indelat i fjorton köpingar (zhèn) och tio socknar (xiāng).